# The Walking Dead (11.ª temporada)
A décima primeira e última temporada de The Walking Dead, uma série de televisão norte-americana de terror pós-apocalíptico exibida pela AMC, estreou em 22 de agosto de 2021 e terminou em 20 de novembro de 2022, consistindo em 24 episódios. Desenvolvida para a televisão por Frank Darabont, a série é baseada na série homônima de histórias em quadrinhos de Robert Kirkman, Tony Moore e Charlie Adlard. Os produtores executivos são Kirkman, David Alpert, Scott M. Gimple, Angela Kang, Greg Nicotero, Joseph Incaprera, Denise Huth e Gale Anne Hurd, com Kang como showrunner para sua terceira e última temporada. A décima primeira temporada recebeu críticas positivas dos críticos.
Esta temporada adapta o material das edições 175–193 das HQs e foca no encontro do grupo com Commonwealth, uma grande rede de comunidades que possui equipamentos avançados e quase cinquenta mil sobreviventes que vivem em seus diferentes assentamentos. Além disso, a temporada também se concentra no confronto do grupo com os Ceifadores, uma facção misteriosa de sobreviventes hostis que atacaram e tomaram Meridian, a antiga casa de Maggie (Lauren Cohan) e seu novo grupo, os Guardiões.

## Elenco e personagens

### Elenco principal
A décima primeira temporada apresenta um total de vinte e três atores principais. Callan McAuliffe e Cooper Andrews são incluídos nos créditos iniciais após terem sido previamente creditados como "também estrelando". A partir do episódio 17, Eleanor Matsuura, Lauren Ridloff, Cailey Fleming, Nadia Hilker, Cassady McClincy, Angel Theory, Paola Lázaro, Michael James Shaw, Josh Hamilton e Laila Robins são adicionados aos créditos iniciais, depois de terem sido creditados como "também estrelando".

#### Estrelando
- Norman Reedus como Daryl Dixon, um caçador habilidoso e ex-recrutador de Alexandria. Ele também é o proprietário do Cachorro.[3]
- Melissa McBride como Carol Peletier, uma sobrevivente que superou vários traumas, é uma lutadora habilidosa e engenhosa, e agora reside em Alexandria. Ela também é ex-esposa de Ezekiel.[3]
- Lauren Cohan como Maggie Greene, a ex-líder de Hilltop que guarda rancor de Negan por ter matado seu marido, Glenn.[4]
- Christian Serratos como Rosita Espinosa, uma membro pragmática do grupo que é mãe dela e do falecido filho de Siddiq, Coco. Ela também está em um relacionamento com Gabriel.[3]
- Josh McDermitt como Eugene Porter, um sobrevivente inteligente que superou seu medo de walkers. Ele está liderando uma expedição para uma comunidade distante.[3]
- Seth Gilliam como Gabriel Stokes, um padre e líder do conselho de Alexandria que reconciliou suas crenças com o que precisa ser feito para sobreviver. Ele também está em um relacionamento com Rosita.[3]
- Ross Marquand como Aaron, um ex-recrutador de Alexandria que é pai adotivo de Gracie.[3]
- Khary Payton como Ezekiel, o carismático ex-líder do Reino e ex-marido de Carol. Ele também está acompanhando a expedição de Eugene para uma comunidade distante.[3]
- Cooper Andrews como Jerry, um ex-residente do Reino e braço direito de Ezekiel, que é marido de Nabila.[3]
- Callan McAuliffe como Alden, um ex-membro dos Salvadores. Ele estava em um relacionamento com Enid, que foi morta por Alpha.[3]
- Jeffrey Dean Morgan como Negan, o ex-líder reformado dos Salvadores que formou um vínculo parental com a filha de Alpha, Lydia, durante a Guerra dos Sussurradores.[3]
- Eleanor Matsuura como Yumiko, uma arqueira habilidosa e ex-advogada de defesa criminal antes do apocalipse, que é ex-namorada de Magna. Ela também está acompanhando a expedição de Eugene para uma comunidade distante.[3]
- Lauren Ridloff como Connie, uma ex-membro surda do grupo de Magna, que forma um vínculo próximo com Daryl e foi presumida morta durante a Guerra dos Sussurradores. Ela foi encontrada posteriormente por Virgil perto de Oceanside, embora fraca e desnutrida.[3]
- Cailey Fleming como Judith Grimes, a filha de Lori Grimes e Shane Walsh, e filha adotiva de Rick Grimes e Michonne.[3]
- Nadia Hilker como Magna, a ex-líder destemida de um pequeno grupo de sobreviventes errantes. Ela também é ex-namorada de Yumiko.[3]
- Cassady McClincy como Lydia, filha de Alpha e ex-Sussurradora, que formou um vínculo parental com Negan durante a Guerra dos Sussurradores e agora reside em Alexandria. Ela estava em um relacionamento com Henry, que foi morto por Alpha.[3]
- Angel Theory como Kelly, irmã vigilante e protetora de Connie que tem uma perda auditiva gradual.[5]
- Paola Lázaro como Juanita "Princesa" Sanchez, uma sobrevivente excêntrica e extravagante que sofreu vários traumas em seu passado. Ela também está acompanhando a expedição de Eugene para uma comunidade distante.[6]
- Michael James Shaw como Michael Mercer, um residente da Commonwealth que atua como general do exército da Commonwealth.[7]
- Josh Hamilton como Lance Hornsby, o vice-governador e diretor de operações da Commonwealth.[8]
- Laila Robins como Pamela Milton, a governadora da Commonwealth.[8]

#### Também estrelando
- Lynn Collins como Leah Shaw, membro dos Ceifadores e ex-proprietária do Cachorro, que formou uma conexão amorosa com Daryl enquanto procurava por Rick após seu desaparecimento.[9]
- Margot Bingham como Maxxine "Stephanie" Mercer, uma residente da Commonwealth que se comunicou com Eugene pelo rádio na temporada anterior. Ela também é irmã mais nova de Mercer.[10][11]

### Elenco de apoio

#### Zona Segura de Alexandria
- C. Thomas Howell como Roy, um ex-residente e guarda de Hilltop.[12]
- Jackson Pace como Gage, um ex-residente de Hilltop que ressentia Lydia pelas mortes de seus amigos durante a Guerra dos Sussurradores.[13]
- Antony Azor como Rick "R.J." Grimes Jr., o filho de Rick e Michonne.[14]
- Anabelle Holloway como Gracie, a filha adotiva de Aaron.[15]
- Mandi Christine Kerr como Barbara, uma residente de Alexandria.

#### Hilltop
- Kerry Cahill como Dianne, uma das principais soldadas de Ezekiel e uma arqueira habilidosa.
- Gustavo Gomez como Marco, um corredor de suprimentos de Hilltop.

#### Oceanside
- Avianna Mynhier como Rachel Ward, uma membro adolescente de Oceanside que representa sua comunidade.
- Dan Fogler como Luke, um ex-professor de música que passou a valorizar a segurança em números. Ele também está em um relacionamento com Jules.
- Alex Sgambati como Jules, uma membro de Oceanside que está em um relacionamento com Luke.

#### Os Guardiões
- Okea Eme-Akwari como Elijah, um misterioso membro mascarado dos Guardiões.[6]
- James Devoti como Cole, um membro confiável dos Guardiões.[6]
- Kien Michael Spiller como Hershel Rhee, o filho de Glenn e Maggie.[6]
- Glenn Stanton como Frost, um membro dos Guardiões que despreza Negan pelo que ele fez ao líder deles, Maggie.[6]
- Laurie Fortier como Agatha, uma membro dos Guardiões que também despreza Negan.[16]
- Marcus Lewis como Duncan, um membro durão dos Guardiões que também despreza Negan.[6]

#### Os Ceifadores
- Ritchie Coster como Pope, o líder dos Ceifadores e um veterano da Guerra do Afeganistão.[17][18]
- Jacob Young como Deaver, um membro dos Ceifadores.[19][20]
- Alex Meraz como Brandon Carver, um membro dos Ceifadores e braço direito de Leah.[20][21]
- Dikran Tulaine como Mancea, um membro dos Ceifadores que atua como o padre do grupo.[20]
- Branton Box como Fisher, um membro cruel dos Ceifadores.[20]
- Eric LeBlanc como Marcus Powell, um membro dos Ceifadores que se torna amigo de Daryl.[20]
- Robert Hayes como Paul Wells, um membro arrogante dos Ceifadores.[20]
- Hans Christopher como Nicholls, um membro dos Ceifadores que encontra Gabriel.[22]
- Lex Lauletta como Austin, um membro agressivo e briguento dos Ceifadores.[20]
- Ethan McDowell como Ira Washington, um membro estoico dos Ceifadores.[20]
- Dane Davenport como Ancheta, um membro dos Ceifadores que atua como engenheiro do grupo.[20]
- Michael Shenefelt como Bossie, um membro dos Ceifadores que segue Maggie e Negan.

#### Commonwealth
- Carrie Genzel como Clark, uma residente e auditora da Commonwealth.[23]
- Matthew Cornwell como Evans, um residente e auditor da Commonwealth.[23]
- Chelle Ramos como Shira, uma residente e espiã da Commonwealth.[24][25][26]
- Ian Anthony Dale como Tomi, um residente de longa data da Commonwealth e irmão perdido há muito tempo de Yumiko.[16][27]
- Teo Rapp-Olsson como Sebastian Milton, o filho mimado e arrogante de Pamela.
- Courtney Dietz como Kayla Brand, uma residente da Commonwealth e namorada de Sebastian.
- Jason Turner como Marcus Colvin, um advogado na Commonwealth que acusa Eugene.
- Cameron Roberts como Tyler Davis, um ex-soldado do exército da Commonwealth que foi dispensado desonrosamente após os eventos da temporada anterior.[28]
- Michael Tourek como Roman Calhoun, um residente misterioso da Commonwealth que trabalha para Lance.[28]
- Nicholas Velez como Theo, um enfermeiro na Commonwealth que faz amizade com Ezekiel.
- Jason Butler Harner como Toby Carlson, um agente da CIA aposentado e cruel que trabalha para Hornsby.
- Wynn Everett como April Martens, uma residente da Commonwealth que participa do assalto de Sebastian.[29]
- Monique Grant como Vickers, a coronel do exército da Commonwealth.
- Greg Perrow como Nelson, um soldado do exército da Commonwealth que frequentava os sermões de Gabriel.
- Brian McClure como Wilson, um engenheiro de trem medroso da Commonwealth.
- Mahdi Cocci como Roberts, um soldado do exército da Commonwealth.
- Elizabeth Becka como Marian George, uma juíza da Commonwealth.
- Dexter Tillis como Rose, o tenente do exército da Commonwealth.

#### Riverbend
- Medina Senghore como Annie, uma residente do Riverbend e esposa de Negan.
- Michael Biehn como Ian, o líder desequilibrado do Riverbend com um senso de humor distorcido.[30]
- Jenique Hendrix como Hart, uma residente intimidadora do Riverbend que empunha um longo foice.

#### Diversos
- Brad Fleischer como Keith, o líder dos Sussurradores restantes que vivem nas ruínas de Hilltop.
- Jesse C. Boyd como Edward, o vice-líder dos Lobos que aparece em um sonho de Aaron.
- Kevin Carroll como Virgil, um sobrevivente que procurou a ajuda de Michonne para encontrar sua família. Ele posteriormente encontrou Connie perto de Oceanside, embora fraca e desnutrida.[31]
- Andrew Lincoln como Rick Grimes, um ex-vice-xerife do condado de King, Geórgia, e ex-líder da Zona Segura de Alexandria que foi dado como morto na nona temporada.
- Danai Gurira como Michonne: uma guerreira que empunha uma katana e parceira romântica de Rick que deixou o grupo em busca de seu amado.

## Episódios
| N.º na série | N.º na temp. | Título                                         | Dirigido por        | Escrito por                                                         | Exibição original       | Audiência (milhões) |
| --- | ------------ | ---------------------------------------------- | ------------------- | ------------------------------------------------------------------- | ----------------------- | ------------------- |
| 154 | 1            | "Acheron: Part I" "(Acheron: Parte I)" (BR)    | Kevin Dowling       | Angela Kang & Jim Barnes                                            | 22 de agosto de 2021    | 2.22                |
| Com os suprimentos de Alexandria diminuindo, Maggie lidera uma equipe (entre eles Daryl, Gabriel, Alden e Negan) para limpar Meridian, um lugar onde ela viveu antes de retornar a Alexandria. Eugene, Yumiko, Ezekiel e Princesa são interrogados por auditores de Commonwealth. Eles conseguem escapar do posto avançado, mas Yumiko descobre que seu irmão desaparecido pode estar em Commonwealth, então eles decidem ficar. O grupo de Maggie desce no subsolo de uma estação de metrô, onde são emboscados por zumbis. Enquanto o grupo sobe a escada do vagão do metrô em segurança, Daryl e o Cão se separam dos outros. Maggie é a última a subir a escada enquanto zumbis a encurralam. Negan observa, e quando ela pede por sua ajuda, ele a abandona. Ela acaba se desequilibrando e cai no meio dos zumbis. |              |                                                |                     |                                                                     |                         |                     |
| 155 | 2            | "Acheron: Part II" "(Acheron: Parte II)" (BR)  | Kevin Dowling       | Angela Kang & Jim Barnes                                            | 29 de agosto de 2021    | 1.99                |
| Maggie consegue escapar dos zumbis e se reúne com seu grupo. Ao ver Negan, ela é tomada por ódio e o agride, revelando como Negan se recusou a ajudá-la. Gage, que fugiu com as armas do grupo junto com Roy, retorna seguido por uma horda de zumbis, e Maggie se recusa a salvá-lo, fazendo com que ele cometa suicídio antes de ser devorado. Daryl encontra Roy ferido e faz o seu caminho de volta ao grupo, ajudando-os a escapar da horda atraída por Gage. O grupo sai do túnel apenas para ser atacado pelos Ceifadores que matam Roy. Enquanto isso, Yumiko solicita processamento acelerado dos auditores de Commonwealth, e quando interrogado por Mercer, Eugene conta a ele sobre Stephanie e mente dizendo não fazer parte de um grupo maior. Mercer está convencido e permite que o grupo conclua seu processamento trazendo uma mulher que se apresenta como Stephanie. |              |                                                |                     |                                                                     |                         |                     |
| 156 | 3            | "Hunted" "(Caçado)" (BR)                       | Frederick E.O. Toye | Vivian Tse                                                          | 5 de setembro de 2021   | 1.87                |
| Os Ceifadores matam Cole e Duncan em sua emboscada e dispersam o grupo. No dia seguinte, Maggie continua a ser caçada pelos Ceifadores e se junta a Negan e Alden, o último do qual insiste que está muito ferido para continuar e pede para ser deixado para trás. Maggie insiste em recuperar Meridian, mesmo com Negan temendo o poder dos Ceifadores. Em Alexandria, Carol, Rosita, Magna e Kelly recuperam alguns dos cavalos fugitivos da comunidade, mas Carol é forçada a abater um deles para fornecer comida para a comunidade faminta. |              |                                                |                     |                                                                     |                         |                     |
| 157 | 4            | "Rendition" "(Rendição)" (BR)                  | Frederick E.O. Toye | Nicole Mirante-Matthews                                             | 12 de setembro de 2021  | 1.88                |
| Daryl se encontra sendo perseguido por um dos Ceifadores e se separa do Cão. Pouco tempo depois, ele encontra o Cão sentado confortavelmente ao lado de uma ceifadora mascarada que revela ser o antigo caso de Daryl, Leah. Daryl é preso pelo grupo e torturado para obter informações. Leah o convence a dizer ao líder do grupo, Pope, algo para apazigua-lo, e Daryl obriga com o mínimo de informações. Os capangas de Pope prendem Daryl e Leah em uma cabana em chamas como um teste. Daryl e Leah conseguem escapar e Pope garante que Daryl seja bem-vindo ao grupo. Mesmo sendo aceito, Daryl sente-se desconfortável com o acordo, tendo testemunhado o tratamento desequilibrado dado por Pope aos membros de seu grupo. |              |                                                |                     |                                                                     |                         |                     |
| 158 | 5            | "Out of the Ashes" "(Fora das Cinzas)" (BR)    | Greg Nicotero       | LaToya Morgan                                                       | 19 de setembro de 2021  | 1.91                |
| Carol, Aaron, Jerry e Lydia chegam às ruínas de Hilltop para procurar suprimentos. Enquanto vasculham os escombros, eles descobrem um pequeno grupo de Sussurradores ainda vivos. Aaron tortura um deles para obter informações, mesmo com o Sussurrador insistindo que eles não são mais uma ameaça. Carol interrompe Aaron antes que ele faça algo de que possa se arrepender. Em troca de sua vida ser poupada, o Sussurrador informa o grupo sobre o paradeiro de Connie. Longe dali, Eugene, Ezekiel, Yumiko e Princesa são admitidos em Commonwealth, onde Yumiko reencontra seu irmão, Tomi. Enquanto Eugene conhece a comunidade com Stephanie, ela se oferece para ajudá-lo a contatar Alexandria pelo rádio. No entanto, eles são capturados por soldados da comunidade e colocados sob prisão, mas são libertados por ordem de Lance Hornsby, o vice-governador e diretor de operações. Enquanto isso, Maggie e Negan param em uma casa abandonada para esperar pelos outros; eles são eventualmente acompanhados por Gabriel e Elijah. |              |                                                |                     |                                                                     |                         |                     |
| 159 | 6            | "On the Inside" "(Dentro)" (BR)                | Greg Nicotero       | Kevin Deiboldt                                                      | 26 de setembro de 2021  | 1.78                |
| Connie e Virgil são perseguidos até um casarão habitado por um grupo de pessoas enlouquecidas, que recorreram ao canibalismo selvagem para sobreviver. A dupla consegue derrotar a maioria dos canibais e são resgatados por Kelly, Magna, Carol e Rosita, com as irmãs sendo finalmente reunidas. Enquanto isso, Daryl é forçado a torturar Frost, outro membro do grupo capturado, para revelar o paradeiro de Maggie. Enquanto vasculha com uma equipe de Ceifadores liderados por Leah, Daryl faz o seu melhor para despistá-los e proteger seus amigos. O grupo de Maggie escapa com sucesso, apesar das suspeitas de Daryl por Carver. Quando eles retornam à Meridian, o grupo de Leah descobre que Pope matou Frost após mais interrogatórios. |              |                                                |                     |                                                                     |                         |                     |
| 160 | 7            | "Promises Broken" "(Promessas Quebradas)" (BR) | Sharat Raju         | Julia Ruchman                                                       | 3 de outubro de 2021    | 1.89                |
| Em Commonwealth, Eugene, Ezekiel, Princesa e Stephanie são condenados a serviços comunitários para limpar os prédios. Eugene e Stephanie salvam Sebastian Milton, filho da governadora Pamela Milton, dos zumbis, mas quando Sebastian é ingrato, Eugene lhe acerta com um soco, fazendo com que ele mesmo seja preso. Lance oferece liberdade a Eugene e recursos para sua comunidade se entregar a localização de Alexandria. Enquanto isso, os Ceifadores estão ficando frustrados por não conseguirem encontrar o grupo de Maggie. Daryl e Leah encontram uma família na floresta, e Leah se recusa a matá-los, apesar das ordens de Pope para fazê-lo. Negan força Maggie a prometer parar de tentar matá-lo em troca de sua ajuda contra os Ceifadores, e ela relutantemente concorda. Negan cria uma máscara de Sussurrador para Maggie e a treina para comandar os zumbis para que eles possam reunir uma horda para atacar Meridian. |              |                                                |                     |                                                                     |                         |                     |
| 161 | 8            | "For Blood" "(Por Sangue)" (BR)                | Sharat Raju         | Erik Mountain                                                       | 10 de outubro de 2021   | 1.91                |
| Uma forte tempestade atinge Alexandria e os sobreviventes lutam para manter os zumbis afastados após a tempestade derrubar parte dos muros da comunidade. O grupo de Maggie traz sua horda para Meridian, onde Leah fica enojada com o desprezo insensível de Pope pelas vidas dos Ceifadores depois que um deles é morto pelo grupo disfarçado no meio da horda. Conforme anoitece, os Ceifadores começam a destruir a horda com minas terrestres. Daryl ajuda Maggie e Gabriel a se infiltrar em Meridian e permitir que os zumbis entrem e, finalmente, confessa a Leah sua lealdade a Maggie. Leah fica horrorizada, mas quando Pope se prepara para disparar um hwacha na horda e nos Ceifadores, ela mata Pope. Apesar de Daryl convidá-la para se juntar ao seu grupo, Leah se recusa, permanecendo leal a sua família e assumindo a liderança deles. Leah nega a verdadeira fidelidade de Daryl aos outros Ceifadores e ataca o grupo com o hwacha. |              |                                                |                     |                                                                     |                         |                     |
| 162 | 9            | "No Other Way" "(Não Há Outro Jeito)" (BR)     | Jon Amiel           | Corey Reed                                                          | 20 de fevereiro de 2022 | 1.76                |
| A horda dos mortos é destruída pelo hwacha, com o grupo de Maggie escapando e entrando em um perigoso jogo de gato e rato com os Ceifadores, matando vários deles. O grupo captura Carver a quem Daryl oferece como refém à Leah para que os outros saem pacificamente. Depois que Gabriel mata seu atirador, Leah aceita o acordo. No entanto, uma Maggie vingativa mata todos os Ceifadores restantes a sangue frio, com exceção de Leah, que foge e Daryl permite que ela escape. Maggie reencontra Alden, apenas para descobrir que ele morreu e virou zumbi. Reconhecendo que Maggie nunca deixará de lado seu ódio por ele, Negan parte por conta própria. Os membros sobreviventes da equipe de Maggie retornam a Alexandria – que conseguiu sobreviver aos eventos da tempestade – com a comida, onde Daryl finalmente se reúne com Connie. Nos portões, Eugene chega com Lance e os soldados de Commonwealth. |              |                                                |                     |                                                                     |                         |                     |
| 163 | 10           | "New Haunts" "(Novas Assombrações)" (BR)       | Jon Amiel           | Magali Lozano                                                       | 27 de fevereiro de 2022 | 1.60                |
| Trinta dias após os alexandrinos serem aceitos em Commonwealth, a comunidade celebra o Halloween. Daryl e Rosita treinam para se juntar às forças armadas de Commonwealth. Em um baile de máscaras realizado pela governadora Pamela Milton, um ex-soldado desonrado Tyler Davis leva Max como refém por desespero para falar com Pamela, mas desiste e foge; Daryl faz com que ele se renda pacificamente, mas permite que Sebastian assuma o crédito por sua captura. Após o acontecimento, vários membros do grupo notam a vasta divisão de classes de Commonwealth. |              |                                                |                     |                                                                     |                         |                     |
| 164 | 11           | "Rogue Element" "(Elemento Rebelde)" (BR)      | Michael Cudlitz     | David Leslie Johnson-McGoldrick                                     | 6 de março de 2022      | 1.67                |
| Eugene iniciou um relacionamento com Stephanie e diz a ela que a ama; mas logo após retribuir seus sentimentos, ela desaparece misteriosamente. Eugene fica obcecado em encontrar Stephanie e invade a casa de um homem suspeito à procura de pistas, mas falha e Princesa insiste que ela deve ter rompido a relação e o abandonado. Eugene encontra Stephanie conspirando com Lance para uma tarefa desconhecida, e faz Lance confessar que "Stephanie" era uma mulher disfarçada chamada Shira, que foi usada para fazer Eugene confessar a localização de Alexandria devido a muitas inconsistências durante a audição do grupo. Lance diz a Eugene que o grupo está melhor agora, apesar de seu coração estar partido por Shira. Enquanto isso, Connie e Kelly investigam os militares de Commonwealth e seu tratamento com Tyler Davis, enquanto Carol ajuda Lance a lidar com uma comunidade vizinha cujo líder está extorquindo Commonwealth por dinheiro. Durante a noite, Eugene é abordado por Max, que revela ser a mulher com quem ele estava em contato pelo rádio. |              |                                                |                     |                                                                     |                         |                     |
| 165 | 12           | "The Lucky Ones" "(Os Sortudos)" (BR)          | Tawnia McKiernan    | Vivian Tse                                                          | 13 de março de 2022     | 1.58                |
| Max revela para Eugene que estava usando o nome de sua mãe como codinome durante a comunicação, mas foi descoberta por Lance e encoberta pelo seu irmão Mercer, forçando-a ficar quieta ao ver Eugene com Shira. Devido a mágoa, Eugene foge, mas eventualmente se reconcilia com Max e o par expressa um interesse persistente um pelo outro. Enquanto isso, Pamela faz um tour pelas comunidades e não se impressiona ao saber que Alexandria caiu mais de uma vez. Depois de visitar Oceanside, Pamela conhece Hilltop, onde debate com Maggie sobre seus diferentes estilos de liderança e formas de governo. Maggie suspeita de Commonwealth e se recusa a aceitar ajuda deles, para a frustração de alguns moradores de Hilltop que decidem se juntar à Commonwealth. Lance também fica frustrado com a decisão de Maggie, mas insiste com Aaron que ele vai perseverar, procurando aumentar seu poder. Enquanto isso, Ezekiel é internado para uma cirurgia para remover seu tumor, tendo ganhado prioridade para tratamento por Lance como retribuição a um favor a Carol. |              |                                                |                     |                                                                     |                         |                     |
| 166 | 13           | "Warlords" "(Senhores da Guerra)" (BR)         | Loren Yaconelli     | Jim Barnes & Erik Mountain                                          | 20 de março de 2022     | 1.79                |
| Aaron e Gabriel são recrutados pelo chefe de Aaron, Toby Carlson, para participar de uma missão à uma comunidade em um complexo de apartamentos e oferecer a eles adesão à Commonwealth. O líder do grupo, Ian, se encontra com Aaron, Gabriel, Carlson e Jesse e acredita que eles são inimigos. Embora Aaron e Gabriel pedem para Ian deixá-los sair ilesos, Carlson ataca e mata ele e muitos de seu povo. Na verdade, Carlson foi designado por Lance para acabar com o complexo, acreditando que eles foram os responsáveis por um ataque a uma caravana de Commonwealth. Gabriel reencontra Negan, que se juntou à comunidade, e o último secretamente envia uma mensagem para Hilltop com Jesse em fuga. Maggie, Lydia e Elijah vão ao complexo para lutar contra as tropas de Commonwealth. |              |                                                |                     |                                                                     |                         |                     |
| 167 | 14           | "The Rotten Core" "(O ceptro podre)" (BR)      | Marcus Stokes       | Erik Mountain & Jim Barnes                                          | 27 de março de 2022     | 1.55                |
| Com sua mãe cortando sua linha de crédito, Sebastian força Daryl e Rosita a conseguir uma quantia em dinheiro de uma casa infestada de zumbis. A dupla recupera o dinheiro e tenta ajudar April, uma mulher que anteriormente foi forçada por Sebastian a tentar realizar a tarefa ao lado de muitos outros que morreram na tentativa; Mercer e Carol vêm em seu auxílio, mas April é morta por zumbis. Mercer mata dois soldados de Commonwealth que eram leais a Sebastian e faz Daryl e Rosita entregarem o dinheiro. No complexo, o grupo une forças com Negan, Annie e os sobreviventes, descobrindo que Negan se casou com Annie e está esperando um filho dela. Escondido no veículo de Maggie, Hershel é resgatado por Negan, que o força a confessar o assassinato de Glenn, e quase o mata antes de ser convencido. O grupo encurrala e mata Carlson, e é revelado que Leah foi a responsável por atacar a caravana e roubar as armas da Commonwealth. |              |                                                |                     |                                                                     |                         |                     |
| 168 | 15           | "Trust" "(Confiança)" (BR)                     | Lily Mariye         | Kevin Deiboldt                                                      | 3 de abril de 2022      | 1.67                |
| Lance questiona Gabriel e Aaron, depois lidera um grupo de soldados de Commonwealth até Hilltop para interrogar Maggie. Lance questiona intensamente Hershel sobre o possível envolvimento de Maggie, levando a um confronto tenso quando Elijah e Maggie ameaçam Lance. Depois de deixar Hilltop, Lance encontra Leah, que ele recruta para um emprego. Enquanto isso, Mercer e Princesa desenvolveram um relacionamento, enquanto Mercer luta com a decisão de matar seus próprios homens. Rosita conta a Eugene sobre o que aconteceu com Sebastian e ele liga para Connie e Kelly para relatar o assunto; eles percebem que April foi um dos nomes da lista que Connie recebeu. Eugene convence Max a continuar a ajudá-lo infiltrada, e eles se beijam pela primeira vez. Inspirado por Carol e sua nova vida, Ezekiel abre uma clínica secreta para aqueles que ainda estão na lista, recrutando Tomi para ajudá-lo na cirurgia. |              |                                                |                     |                                                                     |                         |                     |
| 169 | 16           | "Acts of God" "(Atos de Deus)" (BR)            | Catriona McKenzie   | Nicole Mirante-Matthews                                             | 10 de abril de 2022     | 1.61                |
| Depois de perceber que seria inútil negociar com Maggie, Lance começa a planejar um ataque a Hilltop. Leah atrai Maggie para longe da colônia e a sequestra. Em outro lugar, Daryl, Aaron e Gabriel são traídos pelos soldados de Commonwealth que são ordenados por Lance para matá-los. O trio escapa da morte por pouco, mas Aaron é ferido no processo. Leah leva Maggie para sua antiga cabana e a ameaça. Maggie se liberta e luta com Leah, mas acaba sendo dominada. Daryl aparece e é forçado a matar Leah. Maggie e Daryl escapam da cabana enquanto Lance e seus soldados se aproximam. Daryl, Maggie, Aaron e Gabriel se encontram com Negan e se preparam para o confronto com Commonwealth. Max investiga Pamela e reúne alguns membros de Alexandria para publicar um artigo no jornal sobre suas mentiras. Lance e seus soldados assumem o controle de Alexandria, Hilltop e Oceanside. |              |                                                |                     |                                                                     |                         |                     |
| 170 | 17           | "Lockdown" "(Confinamento)" (BR)               | Greg Nicotero       | Julia Ruchman                                                       | 2 de outubro de 2022    | 1.19                |
| Escondendo-se dos soldados de Lance em uma cidade abandonada e preocupados com o restante que ainda estão em Commonwealth, o grupo decide enviar Negan como espião, já que ninguém o conhece por lá. Juntos, Daryl e Negan emboscam um grupo de soldados com a ajuda da antiga máscara de Sussurrador de Negan e Negan rouba um veículo. Negan chega à Commonwealth, onde é interrogado em particular por Mercer se reencontrando logo após com Carol. Enquanto isso, alguns cidadãos revoltados começam a caçar Sebastian por sua desonestidade. Desesperada, Pamela faz um acordo com Carol para proteger seu filho. Carol e Negan localizam Sebastian e o entregam em segurança para Pamela. Ao mesmo tempo, os outros se envolvem em um jogo de gato e rato com os soldados de Lance, matando vários antes de terminarem em um impasse. |              |                                                |                     |                                                                     |                         |                     |
| 171 | 18           | "A New Deal" "(Um Novo Acordo)" (BR)           | Jeffrey F. January  | História por : Corey Reed Roteiro por : Corey Reed & Kevin Deiboldt | 9 de outubro de 2022    | 1.35                |
| No subsolo, o impasse aumenta quando Daryl faz Lance refém assim que Carol, Negan, Pamela e Mercer chegam. Embora os três consigam convencer Daryl a se render, ele apunhala brutalmente Lance na mão como vingança por suas ações anteriores. Algum tempo depois, enquanto Commonwealth se prepara para comemorar seu aniversário, Carol confronta Daryl sobre o que ele fez com Lance e confessa que ele estava tentando ser mais parecido com Rick. Enquanto isso, um Lance preso faz Shira e Roman assassinarem alguns zeladores de Commonwealth, enquanto Max tem uma conversa com Sebastian durante a qual ele reclama sobre como os cidadãos de Commonwealth são muito civilizados e fracos, sem perceber que ela estava gravando a conversa. No dia seguinte, durante a celebração, Sebastian se prepara para fazer um discurso para a população, mas Max e Eugene tocam a gravação de Max. Durante a comoção, os zeladores reanimados vagam no meio da multidão, e um vingativo Sebastian tenta matar Max empurrando-a em cima de um dos zumbis, mas Eugene a salva jogando o zumbi em Sebastian, que é severamente mordido. O errante é morto por Judith, mas Sebastian morre devido à infecção enquanto uma multidão horrorizada observa. |              |                                                |                     |                                                                     |                         |                     |
| 172 | 19           | "Variant" "(Variante)" (BR)                    | Karen Gaviola       | Vivian Tse                                                          | 16 de outubro de 2022   | 1.36                |
| Após o tumulto, Pamela ordena a prisão de Eugene pelo assassinato de Sebastian, prometendo perdoar Max se Mercer cooperar. Preocupado com sua irmã, Mercer busca impiedosamente por Eugene, mas se preocupa com as tentativas de Max e Princesa de convencê-lo de que ele está do lado errado da história. Após saber da prisão de Max, Eugene se entrega e assume a responsabilidade exclusiva pelo que aconteceu. Sebastian se reanima e Pamela, de luto, executa Roman e ordena que Lance o alimente como punição. Ao mesmo tempo, Aaron, Jerry, Lydia e Elijah seguem para Oceanside, mas são forçados a se esconderem em uma antiga feira renascentista depois de avistarem um rebanho, com Jerry cogitando o local para um novo Reino. À noite, o rebanho ataca, liderado pelo que o grupo acredita ser um Sussurrador sobrevivente, pois pode escalar, abrir portas e usar armas. No entanto, Aaron descobre que na verdade é apenas um zumbi. Depois de derruba-lo, Aaron faz a dedução preocupante de que pode haver outras variantes de zumbis por aí que são mais perigosas do que os usuais. Tendo desenvolvido sentimentos por Elijah, Lydia hesita devido ao seu amor por Henry antes de seguir o conselho de Aaron e iniciar um relacionamento com ele. |              |                                                |                     |                                                                     |                         |                     |
| 173 | 20           | "What's Been Lost" "(O Que Foi Perdido)" (BR)  | Aisha Tyler         | Erik Mountain                                                       | 23 de outubro de 2022   | 1.36                |
| Carol e Daryl conseguem escapar dos soldados de Pamela e libertar Lance, sabendo que ele é o único que pode levá-los aos seus amigos desaparecidos. Encontrando um Sebastian zumbificado na cela de Lance, Daryl o despacha. Ao mesmo tempo, Pamela chantageia Yumiko para ser a promotora no julgamento de Eugene, prometendo levar Yumiko para seus amigos se ela o fizer e ameaçando Tomi também para garantir sua conformidade. Yumiko está dividida sobre o que fazer, mas Eugene, que aceitou seu possível destino, encoraja Yumiko a ter fé em seus amigos. Depois de saber da fuga de Daryl, Carol e Lance, Yumiko lembra a Commonwealth de como Tomi é inestimável antes de fazer o anúncio público impressionante de que Pamela está perseguindo Eugene injustamente, e Yumiko atuará como advogada de defesa de Eugene em vez de promotora. Depois de fugir de um grupo de mortos e soldados, Lance revela que as pessoas desaparecidas estão sendo usadas como trabalho escravo em um projeto para estender o alcance da Commonwealth por todo o continente e que há um trem de suprimentos que eles podem seguir. Fartos das manipulações de Lance e não precisando mais de sua ajuda, Daryl e Carol dão a Lance a chance de ir para o exílio, mas ele aponta uma arma para eles, levando Carol a matá-lo com uma flecha. |              |                                                |                     |                                                                     |                         |                     |
| 174 | 21           | "Outpost 22" "(Posto Avançado 22)" (BR)        | Tawnia McKiernan    | Jim Barnes                                                          | 30 de outubro de 2022   | 1.50                |
| Maggie, Gabriel e Rosita conseguem escapar e eventualmente se unem a Daryl e Carol enquanto rastreiam o trem de Commonwealth até o misterioso Posto Avançado 22. Daryl é assombrado pela captura de Connie, que foi separada dos outros como Designação 2 enquanto Maggie é assombrada por perder Hershel, especialmente depois de lutar contra uma criança zumbi. No campo de trabalho da Commonwealth, Negan convence Ezekiel a deixar de lado suas diferenças e formar uma revolta contra o Diretor sádico. Em um cruzamento, os outros atacam o trem e resgatam Connie. No entanto, um soldado só sabe que a Designação 2 foi levada para longe e nunca mais é vista enquanto o engenheiro comete suicídio, em vez de responder a quaisquer perguntas. À medida que os prisioneiros são entregues ao Posto Avançado 22, Rosita se apresenta como um soldado morto pelo rádio do trem e engana um soldado amigável para revelar que o Posto Avançado 22 é na verdade Alexandria. Maggie declara que eles terão sua casa e seu povo de volta e que Pamela nunca saberá o que a atingiu. |              |                                                |                     |                                                                     |                         |                     |
| 175 | 22           | "Faith" "(Fé)" (BR)                            | Rose Troche         | Nicole Mirante-Matthews & Magali Lozano                             | 6 de novembro de 2022   | 1.39                |
| Aaron, Lydia, Elijah e Jerry encontram Luke e Jules que conseguiram escapar da aquisição de Oceanside. Caçados pela Commonwealth, o grupo se cobre de tripas de zumbis para se esconder entre um rebanho enorme. No entanto, os soldados da Commonwealth começam a liderar o rebanho em algum lugar e é mostrado que contém pelo menos um zumbi variante que pega a faca caída de Lydia. Na Commonwealth, Eugene é julgado pelo assassinato de Sebastian com Yumiko usando o julgamento para chegar à classe trabalhadora, provocando agitação. Eugene é considerado culpado e condenado à execução, mas Mercer e vários soldados o libertam, desertando secretamente para o lado da revolução. Em Alexandria, Ezekiel e Negan tramam uma rebelião contra o Diretor sádico, tentando sem sucesso alistar Tyler Davis, agora um companheiro de prisão, para sua causa. Usando os esgotos, Daryl, Connie, Carol e Maggie conseguem entrar e resgatar Hershel, mas a filha de Rosita continua desaparecida. Depois que a rebelião é descoberta, Negan tenta se martirizar antes que Ezekiel lidere vários prisioneiros em defesa de Negan e Annie. Ezekiel é capaz de convencer a maioria dos soldados a se retirarem e eles se voltam contra o Diretor que é subjugado por Daryl. Com Alexandria retomada por seus moradores, o Diretor desafiadoramente se recusa a dizer a Rosita onde encontrar sua filha, então ela o alimenta com um zumbi em vingança.                                                                                    |              |                                                |                     |                                                                     |                         |                     |
| 176 | 23           | "Family" "(Família)" (BR)                      | Sharat Raju         | Magali Lozano & Erik Mountain & Kevin Deiboldt                      | 13 de novembro de 2022  | 1.47                |
| Várias forças da Aliança e prisioneiros libertados usam o trem da Commonwealth para retornar à cidade a fim de derrubar Pamela; em homenagem à visão de futuro de sua família, Judith os acompanha. Tyler, arrependido, repara seus erros anteriores com os outros e sugere que as crianças desaparecidas foram levadas para o orfanato da Commonwealth, enquanto Negan e Ezekiel fazem as pazes um com o outro também. Princesa faz contato com Mercer, que ajuda o grupo a se infiltrar e planeja usar o testemunho dos prisioneiros libertados para remover legalmente Pamela do poder. No entanto, Pamela descobre seu engano e prende Mercer por traição. Pamela atrai a Aliança para uma armadilha, matando Tyler e vários outros antes que eles consigam escapar. Enquanto protegia Maggie, Judith é baleada por Pamela. Em uma tentativa de reprimir a rebelião, Pamela leva um enorme rebanho à cidade para desencadear um bloqueio, mas o rebanho contém uma série de zumbis variantes e é capaz de ultrapassar as defesas da Commonwealth. Enquanto viajavam com o rebanho, Aaron, Lydia e Jerry são separados dos demais e Lydia é mordida, forçando uma amputação. Jerry parte para ajudar os outros enquanto Luke e Jules conseguem se reunir com os outros na Commonwealth. Pamela ordena que seus soldados protejam as casas da elite, abandonando o resto da Commonwealth à sua destruição para se salvar. Enquanto seus amigos lutam para conter o rebanho, Daryl leva Judith às pressas para o hospital em busca de ajuda. |              |                                                |                     |                                                                     |                         |                     |
| 177 | 24           | "Rest in Peace" "(Descanse em Paz)" (BR)       | Greg Nicotero       | História por : Angela Kang Roteiro por : Corey Reed & Jim Barnes    | 20 de novembro de 2022  | 2.27                |
| Jules é devorada ao tentar escapar da horda enquanto Luke é mortalmente mordido e morre logo em seguida. Rosita, Gabriel e Eugene resgatam Coco com sucesso, mas Rosita é mordida no ombro esquerdo durante a fuga. Depois de levar Judith para uma casa segura, ela é tratada por Tomi e revela a Daryl e Carol que Michonne saiu em busca de Rick. Princesa e Max libertam Mercer, que lidera seus homens no confronto com Pamela. Com as pessoas do lado de fora prestes a serem devoradas, Daryl faz um discurso empolgante que faz com que os homens de Pamela se voltem contra ela e permitam que todos entrem. Mercer prende Pamela por seus crimes. Unidos e acompanhados por Aaron, Lydia, Jerry e Elijah, todos atraem o rebanho para as propriedades e o explodem, destruindo o rebanho e salvando a comunidade. Na sequência, Rosita morre devido a infecção enquanto Negan se desculpa com Maggie, que não consegue perdoá-lo, mas decide tentar superar sua raiva. Um ano depois, Ezekiel é o novo governador de Commonwealth, enquanto as comunidades permanecem unidas na criação de um futuro melhor. Agora ciente de que Rick está vivo, Daryl sai sozinho para encontrá-lo. Em outro lugar, Michonne continua sua busca por Rick. Na Ilha de Bloodsworth, onde Michonne acabaria encontrando seus pertences, Rick escreve uma mensagem para Michonne antes de ser encontrado por um helicóptero da CRM e forçado a se render.                                                                                              |              |                                                |                     |                                                                     |                         |                     |

## Produção
A décima primeira temporada foi anunciada em 9 de setembro de 2020, como a última temporada com Angela Kang atuando como showrunner. Em julho de 2020, a AMC anunciou que a 11ª temporada não iria estrear em outubro de 2020, como originalmente planejado, devido a atrasos na produção causados pela pandemia.
O produtor executivo David Alpert disse em 2014 que os quadrinhos deram a eles ideias suficientes para Rick Grimes e a companhia nos próximos sete anos. “Acontece que eu adoro trabalhar com o material original, especificamente porque temos uma boa ideia de como será a 10ª temporada,” disse Alpert. "Nós sabemos onde as temporadas 11 e 12 [estarão]... temos referências e marcos para essas temporadas se tivermos sorte o suficiente para chegar lá." Em setembro de 2018, o CEO da AMC, Josh Sapan, esclareceu ainda mais a declaração de Alpert, dizendo que a rede planeja continuar The Walking Dead como uma franquia por mais 10 anos, incluindo novos filmes e séries de televisão baseadas na série original de quadrinhos.
A AMC confirmou em setembro de 2020 que a série terminaria com a décima primeira temporada, cobrindo 24 episódios em um período de transmissão de dois anos, ao mesmo tempo em que anunciava uma série spin-off envolvendo os personagens de Daryl e Carol que começarão a ser exibida em 2023. Em abril de 2022, o projeto foi reformulado para ser totalmente focado em Daryl, e McBride saiu do projeto. A série está definida e será filmada na Europa em meados de 2022, o que a tornaria logisticamente insustentável para McBride.

### Filmagens
Em março de 2020, foi relatado que a pré-produção havia sido interrompida e que as filmagens seriam adiadas de três a quatro semanas também devido à pandemia. As filmagens para a temporada final começaram em fevereiro de 2021, e foram concluídas em março de 2022. A série mudou de filmagem em filme de 16 mm para digital começando com os seis episódios bônus da 10ª temporada. A showrunner Angela Kang afirmou que usaria técnicas de pós-produção para manter a aparência da série. Durante as filmagens em março de 2022, Norman Reedus sofreu uma concussão no set, o que atrasou as filmagens do episódio final do programa.

### Elenco
Em outubro de 2019, Lauren Cohan foi confirmado para retornar à série como Maggie, após estar ausente desde o início da nona temporada. Cohan retornou oficialmente à série perto do final da décima temporada. Em julho de 2020, Margot Bingham foi confirmada para reprisar seu papel como Stephanie nesta temporada; ela já havia aparecido na 10ª temporada em um papel apenas de voz. Em março de 2021, foi anunciado que Michael James Shaw havia sido escalado para o papel regular da série, Mercer. Em abril de 2021, Jacob Young foi escalado como Deaver, um membro dos Ceifadores. Em setembro de 2021, o filho de 11 anos de Jeffrey Dean Morgan, Gus Morgan, fez uma participação especial no quinto episódio como um zumbi em destaque.

## Estreia
A temporada final, intitulada "The Final Season Trilogy", estreou em 22 de agosto de 2021 na AMC e contêm 24 episódios divididos em três blocos de exibição de oito episódios, com a série terminando em 20 de novembro de 2022.

## Recepção

### Resposta crítica
A décima primeira temporada de The Walking Dead recebeu críticas geralmente positivas dos críticos. No Rotten Tomatoes, a temporada detém uma pontuação de 80%, com uma classificação média de 7,02 em 10, baseada em 237 avaliações. O consenso crítico do site diz: "Embora o senso de propósito seja diminuído pela promessa de ainda mais spin-offs, a conclusão da décima primeira temporada de The Walking Dead é sólida o suficiente para um conto épico de zumbis que nunca teve uma saída clara desde o início." Paul Dailly, da TV Fanatic, deu aos dois primeiros episódios uma classificação de 4,5 de 5 estrelas, descrevendo-os como "sombrios, repletos de suspense e momentos de tirar o fôlego". Escrevendo para a Forbes, Erik Kain fez uma crítica positiva à estreia em duas partes e considerou-as "uma introdução impressionante para a 11ª temporada", deixando-o "animado com o que está por vir". Em contraste, Kirsten Acuna da Insider escreveu uma crítica um pouco menos positiva, afirmando que os episódios são "decentes" e "satisfatórios, mas não têm a sensação de uma estreia de grande orçamento" que ela esperava.
| - 11ª temporada (2021–22): Porcentagem de avaliações positivas rastreadas pelo site Rotten Tomatoes | |
| | Esta página contém um gráfico que utiliza a extensão <graph>. A extensão está temporariamente indisponível e será reativada quando possível. Para mais informações, consulte o ticket T334940. |

### Audiência
| №  | Título             | Exibição original       | Rating/share (18–49) | Audiência (em milhões) | DVR (18–49) | Audiência em DVR (milhões) | Total (18–49) | Audiência total (em milhões) |
| -- | ------------------ | ----------------------- | -------------------- | ---------------------- | ----------- | -------------------------- | ------------- | ---------------------------- |
| 1  | "Acheron: Part I"  | 22 de agosto de 2021    | 0.6                  | 2.22                   | 0.4         | 1.33                       | 1.0           | 3.55                         |
| 2  | "Acheron: Part II" | 29 de agosto de 2021    | 0.5                  | 1.99                   | N/A         | N/A                        | N/A           | N/A                          |
| 3  | "Hunted"           | 5 de setembro de 2021   | 0.5                  | 1.87                   | N/A         | N/A                        | N/A           | N/A                          |
| 4  | "Rendition"        | 12 de setembro de 2021  | 0.5                  | 1.88                   | N/A         | N/A                        | N/A           | N/A                          |
| 5  | "Out of the Ashes" | 19 de setembro de 2021  | 0.5                  | 1.91                   | N/A         | N/A                        | N/A           | N/A                          |
| 6  | "On the Inside"    | 26 de setembro de 2021  | 0.4                  | 1.78                   | N/A         | N/A                        | N/A           | N/A                          |
| 7  | "Promises Broken"  | 3 de outubro de 2021    | 0.5                  | 1.89                   | N/A         | N/A                        | N/A           | N/A                          |
| 8  | "For Blood"        | 10 de outubro de 2021   | 0.5                  | 1.91                   | N/A         | N/A                        | N/A           | N/A                          |
| 9  | "No Other Way"     | 20 de fevereiro de 2022 | 0.5                  | 1.76                   | N/A         | N/A                        | N/A           | N/A                          |
| 10 | "New Haunts"       | 27 de fevereiro de 2022 | 0.4                  | 1.60                   | N/A         | N/A                        | N/A           | N/A                          |
| 11 | "Rogue Element"    | 6 de março de 2022      | 0.4                  | 1.67                   | N/A         | N/A                        | N/A           | N/A                          |
| 12 | "The Lucky Ones"   | 13 de março de 2022     | 0.4                  | 1.58                   | N/A         | N/A                        | N/A           | N/A                          |
| 13 | "Warlords"         | 20 de março de 2022     | 0.5                  | 1.79                   | N/A         | N/A                        | N/A           | N/A                          |
| 14 | "The Rotten Core"  | 27 de março de 2022     | 0.4                  | 1.55                   | N/A         | N/A                        | N/A           | N/A                          |
| 15 | "Trust"            | 3 de abril de 2022      | 0.4                  | 1.67                   | 0.4         | 1.03                       | 0.7           | 2.70                         |
| 16 | "Acts of God"      | 10 de abril de 2022     | 0.4                  | 1.61                   | 0.3         | 1.05                       | 0.7           | 2.66                         |
| 17 | "Lockdown"         | 2 de outubro de 2022    | 0.3                  | 1.19                   | 0.2         | 0.96                       | 0.5           | 2.15                         |
| 18 | "A New Deal"       | 9 de outubro de 2022    | 0.3                  | 1.35                   | 0.3         | 0.89                       | 0.6           | 2.24                         |
| 19 | "Variant"          | 16 de outubro de 2022   | 0.3                  | 1.36                   | 0.3         | 0.99                       | 0.6           | 2.35                         |
| 20 | "What's Been Lost" | 23 de outubro de 2022   | 0.3                  | 1.36                   | 0.3         | 0.92                       | 0.6           | 2.28                         |
| 21 | "Outpost 22"       | 30 de outubro de 2022   | 0.3                  | 1.50                   | N/A         | N/A                        | N/A           | N/A                          |
| 22 | "Faith"            | 6 de novembro de 2022   | 0.3                  | 1.39                   | N/A         | N/A                        | N/A           | N/A                          |
| 23 | "Family"           | 13 de novembro de 2022  | 0.3                  | 1.47                   | N/A         | N/A                        | N/A           | N/A                          |
| 24 | "Rest in Peace"    | 20 de novembro de 2022  | 0.7                  | 2.27                   | N/A         | N/A                        | N/A           | N/A                          |